# Augustus: Oklahoma
Augustus: Oklahoma (ook wel gekend als Augustus, ergens op de vlakte) (Engelstalige titel: August: Osage County) is een vijf uur durende theatertragikomedie geschreven door Tracy Letts en voor het eerst opgevoerd op 28 juni 2007 in het Steppenwolf Theatre in Chicago. Vanaf 4 december 2007 werd het stuk opgevoerd op Broadway tot 29 april 2009, beide keren onder regie van Anna D. Shapiro. Het stuk won onder andere de Tony Award voor beste theaterstuk en beste regie en een Pulitzer Prize voor drama in 2008. Het stuk maakte zijn debuut in Londen in het Royal National Theatre in november 2008 en vanaf juli 2009 begon het aan zijn toer door de Verenigde Staten. 

## Synopsis
Het stuk speelt zich af in het broeierige Oklahoma in een landhuis met afgeplakte ramen. Vrouw des huizes Violet, die lijdt aan wangkanker en verslaafd is aan pillen, is plotseling verlaten door haar alcoholistische man Beverly. Haar drie dochters Karen, Ivy en Barbara en haar zus Mattie, samen met hun aanhang, komen naar het landhuis om haar te troosten. Maar de goede bedoelingen slaan algauw om in bittere verwijten en onthullingen van familiegeheimen.

## Nederlandstalige opvoeringen
Het stuk werd voor het eerst in Nederland opgevoerd op 1 mei 2011 door de toneelgroep De Utrechtse Spelen in de Stadsschouwburg, onder regie van Antoine Uitdehaag en in de vertaling van Ger Apeldoorn en Uitdehaag. De opvoering kreeg goede kritieken. Acteur Peter Bolhuis kreeg voor zijn rol als zwager Charlie Aiken een Arlecchino voor beste mannelijke bijrol.

#### Cast De Utrechtse Spelen
- vader Beverly Weston - Dries Smits
- moeder Violet Weston - Ria Eimers
- tante Mattie Fae Weston-Aiken - Loes Luca
- zwager Charlie Aiken - Peter Bolhuis
- neef "kleine" Charlie - Martijn Fischer
- dochter Karen Weston - Roos Ouwehand
- fiancee Karen: Steve Heidebrecht - Tom de Ket
- dochter Ivy Weston - Tjitske Reidinga
- dochter Barbara Weston-Fordham - Marie-Louise Stheins
- ex Barbara: Bill Fordham - Peter Blok
- kleindochter Jean Fordham - Merle Minjon
- huishoudster Johnna Monevata - Noah Blindenburg
- Sheriff Deon Gilbeau -  Hilbert Dijkstra

In 2014 kwam het stuk onder de titel Augustus, ergens op de vlakte ten tonele in Vlaanderen door de combinatie Toneelhuis/Olympique Dramatique (Antwerpen), KVS (Brussel) en NTGent. Het oorspronkelijke werk werd vertaald/bewerkt en stond onder regie van het duo Stijn van Opstal en Tom Dewispelaere. Het ingekorte stuk van nu drie uur, kreeg goede kritieken en staande ovaties in Vlaanderen, maar Volkskrant recensent Hein Janssen was minder te spreken en noemde het stuk "kaal en cynisch".

#### Cast Toneelhuis
- vader Beverly Weston - Frank Focketyn
- moeder Violet Weston - Gilda De Bal
- tante Mattie Fae Weston-Aiken - Mieke Verdin
- zwager Charlie Aiken - Willy Thomas
- neef "kleine" Charlie - Ben Segers
- dochter Barbara Weston-Fordham - Els Dottermans
- ex Barbara: Bill Fordham - Johan Van Assche
- dochter Ivy Weston - Sofie Decleir
- dochter Karen Weston - Mieke De Groote
- fiancee Karen: Steve Heidebrecht - Geert Van Rampelberg
- kleindochter Jean Fordham - Sanne Samina Hanssen
- huishoudster Johnna Monevata - Nona Buhrs
- Sheriff Deon Gilbeau - Marc Van Eeghem

In 2023 werd het wederom in Nederland opgevoerd, ditmaal door De Theateralliantie en Toneelgroep Maastricht onder regie van Michel Sluysmans en in de vertaling van Han van Wieringen. Ook deze uitvoering kreeg veel waardering.

#### Cast Toneelgroep Maastricht
- vader Beverly Weston - Ali Ben Horsting
- moeder Violet Weston - Ariane Schluter
- tante Mattie Fae Weston-Aiken - Anneke Blok
- zwager Charlie Aiken - Porgy Franssen
- neef "kleine" Charlie - Ozan Aydogan
- dochter Karen Weston - Myrthe Huber
- fiancee Karen: Steve Heidebrecht - Vincent Linthorst
- dochter Ivy Weston - Hanne Arendzen
- dochter Barbara Weston-Fordham - Wendell Jaspers
- ex Barbara: Bill Fordham - Ali Ben Horsting
- kleindochter Jean Fordham - Yasmina Abdelmoumem
- huishoudster Johnna Monevata - Jenell Tedjai
- Sheriff Deon Gilbeau - Victor Griffioen

## Verfilming
In 2013 werd het toneelstuk verfilmd met onder anderen Meryl Streep en Julia Roberts in de hoofdrollen.
- Virtual International Authority File: 5315151051785733530008